# アリスさんちの囲炉裏端
『アリスさんちの囲炉裏端』（アリスさんちのいろりばた）は、キナミブンタの漫画作品。『ウルトラジャンプ』（集英社）にて、2020年11月号から2023年4月号まで連載され、単行本が全4巻刊行された。
10年ぶりに東京から帰ってきて、囲炉裏のある古民家にひとりで暮らすアリスと幼なじみの男子高校生・晴海の2人をつなぐ、囲炉裏端での癒やしと美味しいご飯を楽しむ姿とほのかな恋愛模様が描かれる。
2025年1月7日から3月11日までBS-TBSの「火曜ドラマ9」枠でテレビドラマ版が放送された。

## 登場人物
森山 春海（もりやま はるみ）
本作の主人公。高校生。16歳。アリスの幼馴染み。アリスとの久しぶりの再会にドキドキしている。
水瀬 アリス（みなせ アリス）
祖母が亡くなって、空き家になった家を引き継ぐために10年ぶりに東京から帰って来た。
秋山 ほのか（あきやま ほのか）
中学3年生。15歳。晴海と同じ空手道場に通っている。
森山 晴信（もりやま はるのぶ）
晴海の祖父。73歳。空手十段。 農家で山岳ガイドや漁師もしており、元山岳救助隊隊長。
月野 誠（つきの まこと）
秋桜社の編集者。アリスが時々ライターをしている雑誌の担当で、東京にいた頃の恩人。
猫沢 あかり（ねこざわ あかり）
ほのかの同級生で親友。友達思いの優しい性格。ソフト部キャプテンでエースピッチャー。
川西 瑛太（かわにし えいた）
晴海の親友。

## 評価
ダ・ヴィンチWebによると、本作の魅力は「食」と「人」である。「食」について、手間がかけられた調理の場面では詳細な解説が描かれ、「囲炉裏端があることで熱を通すプロセスにこだわれるのが良い」と述べている。「人」はアリスに好意を抱く春海であるが、幼馴染の関係からなかなか進展しないものの、「囲炉裏端を囲む時間を重ね、互いの成長を認識し、心の距離を近づけていくプロセス」が表現されており、「人の心が揺れる時間を丁寧に描いてる本作は最近の作品では珍しく、貴重ではないか」と評されている。

## 書誌情報
- キナミブンタ『アリスさんちの囲炉裏端』 集英社〈ヤングジャンプ コミックス・ウルトラ〉、全4巻
  1. 2021年6月18日発売[16]、ISBN 978-4-08-892020-7
  2. 2022年3月18日発売[17]、ISBN 978-4-08-892255-3
  3. 2022年9月16日発売[18]、ISBN 978-4-08-892442-7
  4. 2022年3月18日発売[19]、ISBN 978-4-08-892698-8

## テレビドラマ
2025年1月7日から3月11日までBS-TBSの「火曜ドラマ9」枠にて放送された。主演は馬場ふみか。本作品の撮影は京都府綾部市で行われた。

### キャスト
水瀬アリス（みなせ アリス）
演 - 馬場ふみか
10年ぶりに東京から地元に帰り、祖母が住んでいた囲炉裏のある古民家に暮らし始める。
森山晴海（もりやま はるみ）
演 - 佐藤瑠雅（幼少期：角野礼拓）
アリスの幼なじみ。アリスの家をたびたび訪れ、囲炉裏で作った食事を一緒に囲むことになる。
森山晴信（もりやま はるのぶ）
演 - 加藤雅也
晴海の祖父。
秋山ほのか（あきやま ほのか）
演 - 角心菜
晴海の幼なじみ。晴海に長年片思いをしている。
月野誠（つきの まこと）
演 - 片山萌美
雑誌編集者。アリスが東京にいた頃の恩人。
猫沢あかり（ねこざわ あかり）
演 - 南琴奈
ほのかの親友。友達思いの優しい性格。
林田哲次（はやしだ てつじ）
演 - てつじ（シャンプーハット）
アリスの近所に住むおじさん。

### ゲスト

#### 第3話
アリスの父
演 - 坪内守
高校生の時のアリスと一緒に引っ越していく。

#### 第4話
瑛太（えいた）
演 - 宮平和也（第6話）
晴海の友人。

#### 最終話
橘
演 - 田島亮
アリスの担当編集者。アリスに雑貨店のオーナーを紹介する。
阿久井
演 - ナオミ
アリスがフェアを取材する雑貨店のオーナー。
店員
演 - なぎしほ
雑貨店の店員。
店員
演 - 道本成美
アリスが晴海と一緒に訪れたハンバーガー店の店員。
2人組の男性
演 - 結城守、飯島伊吹
アリスにしつこく絡もうとする。助けに入った晴海と揉み合いになる。

### スタッフ
- 原作 - キナミブンタ『アリスさんちの囲炉裏端』(集英社『ヤングジャンプ コミックス・ウルトラ』刊)
- 脚本 - 今西祐子[4]
- オープニング主題歌 - LUV K RAFT「Alice」（UNIVERSAL GEAR）[23]
- エンディング主題歌 - 舟津真翔「アロエ」（INCS LABELS）[30]
- 監督 - 篠原哲雄、富田未来、高階貴法[4]
- 企画・プロデュース - 麻生英輔
- 企画・制作 - TBSグロウディア[4]
- 制作プロダクション - キャンター[4]
- 製作 - 「アリスさんちの囲炉裏端」製作委員会

### 放送日程
| 話数       | 放送日  | サブタイトル               | 監督     |
| ---------- | ------- | -------------------------- | -------- |
| 第1話      | 1月07日 | 囲炉裏とサンドイッチ       | 篠原哲雄 |
| 第2話      | 1月14日 | ヤキモチといのしし肉       | 篠原哲雄 |
| 第3話      | 1月21日 | 毛布と豚汁                 | 富田未来 |
| 第4話      | 1月28日 | 涙と囲炉裏パーティー       | 富田未来 |
| 第5話      | 2月04日 | 恩人とカレーライス         | 富田未来 |
| 第6話      | 2月11日 | 風邪と茶粥                 | 篠原哲雄 |
| 第7話      | 2月18日 | 親友と栗拾い               | 富田未来 |
| 第8話      | 2月25日 | 畑とケバブ                 | 高階貴法 |
| 第9話      | 3月04日 | 告白と焼き干し柿           | 富田未来 |
| 最終話     | 3月11日 | 東京とベーコンサンドイッチ | 篠原哲雄 |
| スピンオフ | 3月18日 | アリスさんと晴海の年末年始 | 高階貴法 |

#### 放送局
| 放送期間                | 放送時間                     | 放送局        | 対象地域   | 備考   |
| ----------------------- | ---------------------------- | ------------- | ---------- | ------ |
| 2025年1月7日 - 3月11日  | 火曜 21:00 - 21:30           | BS-TBS        | 全国       | 製作局 |
|                         | 火曜 23:30 - 0:00            | テレビ神奈川  | 神奈川県   |        |
| 2025年1月11日 - 3月15日 | 土曜 23:30 - 0:00            | KBS京都       | 京都府     |        |
| 2025年1月12日 - 3月16日 | 日曜 2:00 - 2:30（土曜深夜） | RKB毎日放送   | 福岡県     |        |
| 2025年1月13日 - 3月17日 | 月曜 1:47 - 2:17（日曜深夜） | CBCテレビ     | 中京広域圏 |        |
| 2025年1月14日 - 3月18日 | 火曜 1:29 - 1:59（月曜深夜） | HBC北海道放送 | 北海道     |        |

#### ネット配信
| 配信開始月 | 配信サイト | 配信料金     | 備考               |
| ---------- | ---------- | ------------ | ------------------ |
| 2025年1月  | TVer       | 広告付き無料 | 見逃し配信         |
| 2025年1月  | Lemino     | 定額制有料   | 先行見放題独占配信 |